# Панкрац (станция метро)
Панкрац (чеш. Pankrác; до 22 февраля 1990 года — «Младежницка» (чеш. Mládežnická)) — станция пражского метрополитена на линии C. Открыта 9 мая 1974 года в составе первой очереди пражского метро. Станция колонная, неглубокого залегания. Имеет одну платформу и два пути. Построена по типовому  проекту.  
С 2008 года один из выходов станции совмещается со входом в ТРЦ «Arkady Pankrac», открытый 14 ноября того же года, к 90-летнему юбилею со дня избрания Томаша Масарика первым президентом Чехословакии.